# Dąbrówka piramidalna

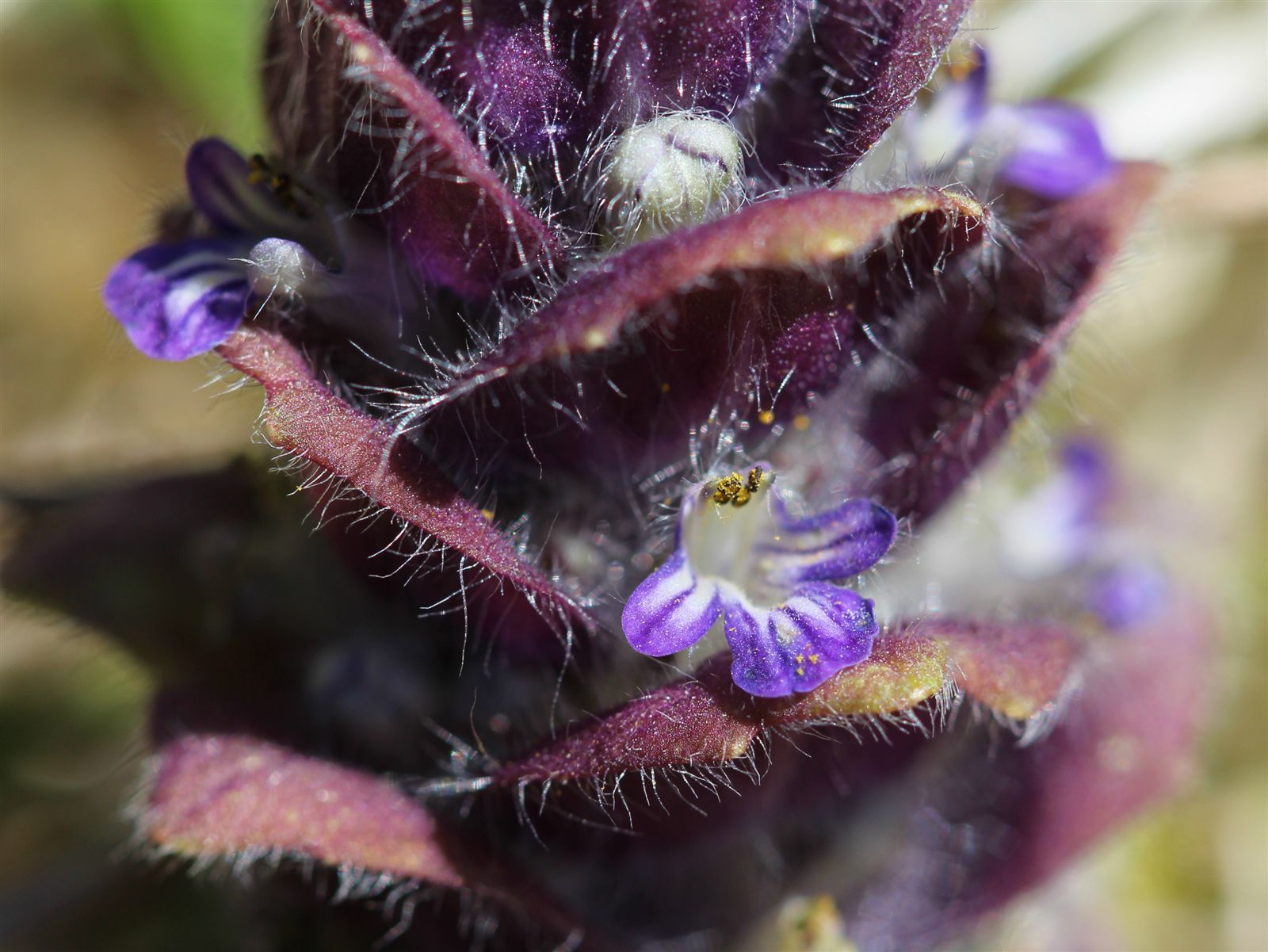
Fragment kwiatostanu

Dąbrówka piramidalna (Ajuga pyramidalis L.) – gatunek rośliny z rodziny jasnotowatych. Rośnie w Europie. W Polsce występuje niezbyt pospolicie, głównie na północy.

## Morfologia
PokrójOsiąga wysokość 5–30 cm. Cała roślina krótko owłosiona. Nie tworzy rozłogów.
LiścieDolne tworzą różyczkę. Są odwrotnie jajowate, bardzo duże, krótkoogonkowe, falisto karbowane. Górne łodygowe wyraźnie mniejsze. Wszystkie przysadki są szerokojajowate, dużo dłuższe od kwiatów, o całobrzegiej lub słabo karbowanej blaszce, która swoją nasadą szeroko obejmuje łodygę.
KwiatyZebrane w okółki na gęstym, piramidalnym kwiatostanie. Kwiaty grzbieciste o niebieskiej koronie nie odpadającej po przekwitnięciu. Jej duża dolna warga jest 3-klapowa, środkowa klapa ma szerokość 2–3 mm. Górna warga jest zredukowana do 2 małych ząbków. Wewnątrz rurki korony pierścień włosków. Pręciki o nagich nitkach nie wystające, lub tylko nieznacznie z rurki korony.
OwocRozłupki o długości ok. 2,5 mm.

## Biologia i ekologia
Bylina, hemikryptofit. Kwitnie od czerwca do lipca. Porasta świetliste lasy, zarośla, murawy. W klasyfikacji zbiorowisk roślinnych gatunek charakterystyczny dla All. Nardion.  

## Zmienność
Gatunek zróżnicowany na dwa podgatunki:
- Ajuga pyramidalis subsp. meonantha (Hoffmanns. & Link) Fern.Casas - występuje we Francji,Portugalii i Hiszpanii
- Ajuga pyramidalis subsp. pyramidalis - rośnie w całym zasięgu gatunku

## Zagrożenia
Gatunek umieszczony został na Czerwonej liście roślin i grzybów Polski (2006, 2016) i na obszarze Polski uznany za narażony (kategoria zagrożenia V (VU)).